# رونالدینیو
رونالدو ده آسیس موریرا (به پرتغالی برزیل: Ronaldo de Assis Moreira) (زادهٔ ۲۱ مارس ۱۹۸۰)ملقب به شاعر فوتبال که بیشتر با نام رونالدینیو یا رونالدینیو گائوچو (به پرتغالی برزیل: Ronaldinho Gaúcho) شناخته می‌شود؛ بازیکن فوتبال پیشین برزیلی است که در پست هافبک تهاجمی یا مهاجم، برای باشگاه‌های بارسلونا و آث میلان، و تیم ملی برزیل بازی می‌کرد. رونالدینیو را یکی از بهترین و تکنیکی‌ترین بازیکنان تاریخ فوتبال می‌دانند که در سال‌های ۲۰۰۴ و ۲۰۰۵، دو بار پیاپی از سوی فیفا به عنوان بازیکن سال فوتبال جهان برگزیده شد.وی جز تکنیکی ترین و بهترین بازیکنان تاریخ فوتبال به شمار می رود
رونالدینیو ابتدا فوتبال حرفه‌ای را در باشگاه گرمیو برزیل آغاز کرد و سپس در بیست سالگی به تیم پاری سن ژرمن فرانسه پیوست و نیز پس از درخشش در این تیم در سال ۲۰۰۳ به بارسلونا اسپانیا انتقال یافت. او در دومین فصل حضورش با بارسلونا به قهرمانی در لالیگا رسید و جایزه بازیکن سال فوتبال جهان را دریافت کرد. او همچنین در فصل بعدی حضورش در قهرمانی بارسلونا پس از ۱۴ سال در لیگ قهرمانان اروپا ۰۶–۲۰۰۵ و قهرمانی دوباره در لالیگا نقش زیادی داشت. رونالدینیو پس از به ثمر رساندن دو گل انفرادی دیدنی در بازی الکلاسیکو، تبدیل به سومین بازیکن پس از دیه‌گو مارادونا و الکس دلپیرو شد که در ورزشگاه سانتیاگو برنابئو مورد تشویق و تحسین تماشاگران رئال مادرید قرار می‌گیرد. رونالدینیو برای دومین سال پیاپی بازیکن سال فوتبال جهان و همچنین بهترین بازیکن سال اروپا شد. او پس از مصدومیت در سال ۲۰۰۸ به باشگاه آث میلان ایتالیا پیوست و قهرمان لیگ سری آ شد. او بعد از گذشت سه فصل درحالیکه اُفت کرده بود، به لیگ فوتبال برزیل بازگشت و در مدت زمان حضور خود در اتلتیکو مینیرو قهرمان جام لیبرتادورس و بازیکن سال فوتبال آمریکای جنوبی در سال ۲۰۱۳ شد. او در ژانویه ۲۰۱۸ از فوتبال کناره‌گیری کرد.
در ردهٔ ملی رونالدینیو در ۹۷ بازی برای تیم ملی برزیل به میدان رفت و توانست ۳۳ گل به ثمر برساند. او یکی از بازیکنان تأثیرگذار در قهرمانی برزیل در جام جهانی ۲۰۰۲ بود. در بازی مقابل انگلیس، رونالدینیو با ضربه آزاد از فاصلهٔ ۳۵ متری گلی را به ثمر رساند. همچنین درخشش او در کنار ریوالدو و رونالدو باعث شد تا به‌عنوان یکی از بازیکنان تیم منتخب جام جهانی انتخاب شود. او در جام کنفدراسیون‌ها ۲۰۰۵ با زدن سه گل در این رقابت‌ها و درخشش در مسابقه فینال، قهرمان شد. او به همراه مهاجم مکزیکی، کواوتموک بلانکو، برترین گلزن تاریخ جام کنفدراسیون‌ها است. نام او در فیفا ۱۰۰ (لیستی از بهترین بازیکنان ادوار فوتبال به انتخاب پله) و موزه مشاهیر فوتبال برزیل قرار گرفته است.

## آغاز زندگی
مادر رونالدینیو، میگوئلینا، درگذشته، فروشندهٔ خانه‌به‌خانه بوده است و اکنون پرستار است. پدر او، ژائو، کارگر کشتی و همزمان بازیکن فوتبال آماتور برای باشگاه کروزیرو بود. ژائو در هشت سالگی رونالدینیو، هنگام شنا در استخر خانوادگی دچار حملهٔ قلبی شد و ۲ روز بعد درگذشت. برادر بزرگ رونالدینیو، روبرتو، در سطح حرفه‌ای و برای باشگاه فوتبال گرمیو بازی می‌کرد اما مصدومیت باعث شد فوتبال را کنار بگذارد و البته بعدها مدیر برنامه‌های رونالدینیو شد. گفته می‌شود که رونالدینیو از کودکی به فوتسال و فوتبال ساحلی علاقه داشت و استعدادش به همان‌جا برمی‌گردد.
رونالدینیو در خانه با سگ‌هایش به نام‌های «بلا» و «بوم‌بوم»، تمرین دریبل می‌کرد. او استعداد فوتبالش را در ۱۳ سالگی با زدن ۲۳ گل در یک بازی مدرسه نشان داد. او بعدها قهرمان جام جهانی زیر ۱۷ سال با تیم برزیل شد. او تا پیش از ۲۱ سالگی پس از روماریو دومین گلزن برتر برزیل شد و پیشنهادی ۴۰ میلیون پوندی از باشگاه فوتبال لیدز یونایتد دریافت کرد.

## پیشینهٔ باشگاهی

### گرمیو
رونالدینیو فوتبال حرفه‌ای را از تیم جوانان گرمیو در شهر پورتو آلگره آغاز کرد. نخستین مربی او فیلیپه اسکولاری بود که بعدها در جام جهانی ۲۰۰۲ نیز مربی او شد. او برای نخستین‌بار در جام باشگاه‌های آمریکای جنوبی در تیم بزرگسالان به میدان آمد و سبک بازی تکنیکی، توانایی گلزنی بالا، و قدرت کنترل توپ به شهرتش انجامید. او در سال ۱۹۹۹ و در سن ۱۹ سالگی به تیم ملی برزیل دعوت شد.
او در سال ۲۰۰۱ درصدد جدایی از گرمیو بود و از بسیاری از باشگاه‌ها به‌خصوص باشگاه‌های انگلیسی پیشنهاد داشت. علی‌رغم تمام پیشنهادها (به‌عنوان مثال آرسنال یا باشگاه لیدز یونایتد با رقمی نجومی) او با عقد قراردادی پنج ساله به ارزش پنج میلیون یورو به پاری سن ژرمن در لیگ ۱ فرانسه پیوست.

### پاری سن ژرمن
پس از جدایی رونالدینیو از گرمیو در تابستان ۲۰۰۱، او با پیراهن پاری سن ژرمن به میدان رفت. در پی‌اس‌جی او با سرمربی تیم، لوئیس فرناندز مشکلاتی داشت و مربی مدعی بود که او بیش از حد درگیر زرق و برق پاریس و مسائل حاشیه‌ای است.
در ۲۲ فوریه ۲۰۰۳، رونالدینیو گل برگزیدهٔ فصل را در بازی با گنگام به‌ثمر رساند و همچنین برای عملکردش در جام حذفی فرانسه مورد تحسین قرار گرفت. او در نیمه‌نهایی مقابل بوردو دو بار گلزنی کرد تا پاری سن ژرمن ۲–۰ برنده‌شود و در فینال این جام نیز درخشید. رونالدینیو در قهرمانی جام اینترتوتو نیز نقش داشت.
او پس از موفقیت در جام جهانی ۲۰۰۲ و درخشش ویژه‌اش در پاری سن ژرمن پیشنهادهای بسیاری دریافت کرد و بالاخره در تابستان۲۰۰۳ قصد جدایی خود را اعلام کرد؛ در نتیجه باشگاه‌های بزرگ جهان آغاز به ارائه پیشنهادها خود کردند. منچستر یونایتد، رئال مادرید و بارسلونا مهم‌ترین پیشنهاددهنده‌ها بودند.

### بارسلونا
در ۱۹ ژوئیه ۲۰۰۳ رونالدینیو با مبلغ ۱۸ میلیون پوند به بارسلونا پیوست. خوان لاپورتا، رئیس وقت بارسلونا، ابتدا قول آوردن تیری آنری یا دیوید بکهام را داده بود اما ماندن آنری در آرسنال و پیوستن بکهام به رئال مادرید او را بر آن داشت که برای رونالدینیو تلاش کند و نهایتاً از سد رقبایی چون منچستر یونایتد گذشت و او را جذب کرد. بدین ترتیب رونالدینیو در میان بازار شایعات به باشگاهی پیوست که قبلاً برزیلی‌های بسیاری را در خود پرورش داده بود؛ همانند اواریستو، روماریو، رونالدو و ریوالدو.
رونالدینیو در فصل ۰۴–۲۰۰۳ از همان ابتدا هنر خود را در بارسلونا نشان داد. او در بازی تدارکاتی مقابل آث میلان نخستین گل خود را برای بارسا به ثمر رساند و از پایه‌های پیروزی ۲ بر صفر تیمش بود. او در این فصل از حضورش در لالیگا، ۱۵ بار گلزنی کرد و به همراه بارسلونا به نائب قهرمانی رسید. او در بازی الکلاسیکو مقابل رئال مادرید پاس گلی را به ژاوی داد تا بارسلونا پس از ۷ سال برای نخستین‌بار در رقابت با این تیم پیروز شود.

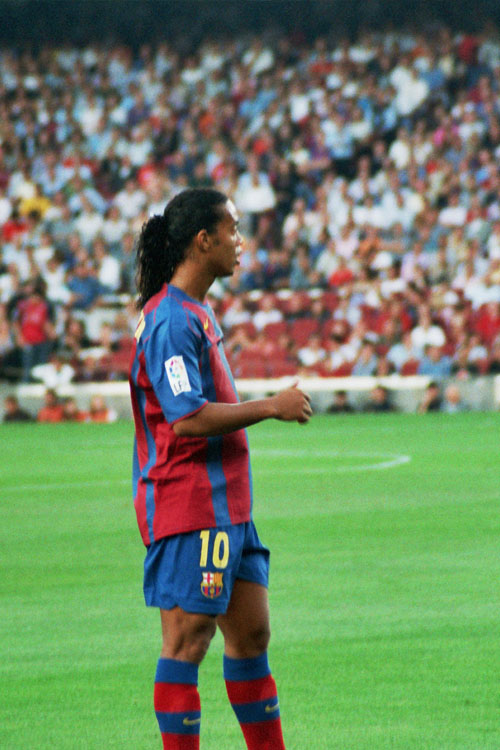
رونالدینیو با بارسلونا در سال ۲۰۰۴

پس از گذشت نیم فصل ۰۵–۲۰۰۴ رونالدینیو از سوی فیفا بالاتر از تیری آنری و آندری شوچنکو به‌عنوان بازیکن سال فوتبال جهان انتخاب شد. او در ۱ مه ۲۰۰۵ پاس گلی را برای لیونل مسی فرستاد تا مسی برای نخستین‌بار در بارسلونا گلزنی کند. او با بارسلونا فاتح لالیگا شد و نیز در لیگ قهرمانان اروپای این فصل درخشش خیره کننده‌ای داشت. در بازی‌ای که در زمین استمفورد بریج لندن برگزار می‌شد، بارسلونا با نتیجه ۴–۲ مغلوب چلسی شد اما رونالدینیو هردو گل بارسلونا را وارد دروازهٔ چلسی کرد. او در هنگام شوت‌زنی چندبار دروازه‌بان و مدافعان چلسی را فریب داد و سپس توپ را به گوشهٔ دروازه فرستاد و گل دوم خود را به ثبت رساند که این گل مورد شگفتی بسیاری قرار گرفت.
رونالدینیو در فصل ۰۶–۲۰۰۵ که بهترین فصل دوران حرفه‌ای او بود، جوایز انفرادی بسیاری را دریافت کرد. او در سپتامبر ۲۰۰۵ بالاتر از ساموئل اتوئو و فرانک لمپارد، برای دومین بار بازیکن سال فوتبال جهان و نیز به‌عنوان بازیکن سال اروپا و بهترین مهاجم لیگ قهرمانان اروپا انتخاب شد. رونالدینیو سومین بازیکن در تاریخ فوتبال برزیل است که توانسته عنوان بهترین بازیکن سال اروپا را به دست آورد. ۱۹ نوامبر ۲۰۰۵ در بازی ال کلاسیکو، هواداران رئال مادرید در ورزشگاه سانتیاگو برنابئو شاهد دریبل‌ها و هنرنمایی‌های رونالدینیو، و دو بار گلزنی انفرادی توسط او بودند که باعث پیروزی سه بر صفر بارسلونا مقابل رئال مادرید شد و باعث تشویق و تحسین قرار گرفتن او توسط هواداران رئال شد. رونالدینیو در سال ۲۰۰۶ نیز در جام قهرمانان اروپا برای بارسلونا به میدان آمد و پس از ۱۴ سال توانست برای این تیم قهرمانی در لیگ قهرمانان اروپا را به ارمغان بیاورد. در ۷ مارس ۲۰۰۶ او در بازی برگشت مقابل چلسی در نیوکمپ، انتقام سال گذشته را با به ثمر رساندن یک گل و تساوی ۱–۱ مقابل چلسی گرفت که باتوجه به بازی رفت، این تساوی باعث صعود بارسلونا به یک‌چهارم نهایی بازی‌ها شد. جلوهٔ دیگر رونالدینیو در ۱۸ آوریل ۲۰۰۶ و در بازی رفت نیمه‌نهایی مقابل آث میلان بود که رونالدینیو با پاس خود، پایه‌گذار تک گل بازی توسط لودویک گیولی شد. او همچنین یکی از گل‌های بارسلونا مقابل بنفیکا را وارد دروازه این تیم کرد. بازی برگشت نیز بدون گل تمام شد تا بارسلونا با درخشش رونالدینیو به فینال بازی‌ها راه پیدا کند. در ۳ مه ۲۰۰۶ بارسلونا با شکست دادن یک بر صفر سلتاویگو قهرمان لالیگا شد و او این افتخار را نیز به کارنامه‌اش افزود. تنها چند هفته بعد، در ۱۷ می۲۰۰۶، بارسلونا در فینال جام باشگاه‌های اروپا به مصاف آرسنال رفت و این تیم را نیز ۲–۱ مغلوب کرد که یکی از گل‌ها با پاس رونالدینیو و تمام‌کنندگی ساموئل اتوئو به‌ثمر رسید. رونالدینیو این فصل را با مجموع ۲۵ گل تمام کرد و در پایان فصل، نام وی در تیم فوتبال منتخب سال فیفا و تیم باشگاهی منتخب سال فیفا آورده‌شد.
در فصل ۰۷–۲۰۰۶ وی در بازی با ویارئال از روی سانتر ژاوی گلی را با حرکت قیچی برگردان به ثمر رساند که به‌عنوان یکی از بهترین گل‌های لالیگا به ثبت رسید. او در این فصل پس از فابیو کاناوارو و زین‌الدین زیدان، سومین بازیکن سال جهان شد، درحالیکه تا مدتی از ناحیهٔ پایش مصدوم بود.
در فصل ۰۸–۲۰۰۷، او بازی دویستم خود را برای بارسلونا در مقابل اوساسونا به پایان رساند، اگرچه به دلیل مصدومیت شدید از ناحیهٔ پا افت کرده‌بود. پس از آن، برخلاف مدل زندگی حرفه‌ای و اختصاص دادن وقت خود به تمرین در فصل‌های گذشته، عدم تعهد به تمرین و اُفت وضعیت فیزیکی در او دیده شد. در می ۲۰۰۸، مدیر باشگاه بارسلونا خوآن لاپورتا اعلام کرد که رونالدینیو برای ادامهٔ دوران حرفه‌ای خود به یک «چالش جدید» نیاز دارد. رونالدینیو در آخرین بازی خود برای بارسلونا دو بار گلزنی کرد و دو بار نیز پاس گل داد. او در زمان دریافت جام خوان گمپر نامه‌ای را به طرفداران و بازیکنان بارسلونا فرستاد و اظهار کرد که بهترین دوران فوتبال‌اش پنج سال بازی برای باشگاه کاتالان‌ها بوده و نیز از اینکه به اندازهٔ کافی در کنار لیونل مسی بازی نکرده، متأسف است.

### آ.ث. میلان

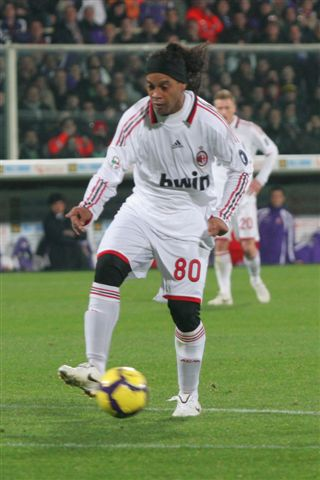
رونالدینیو هنگام بازی برای میلان در سال ۲۰۱۰

در ژوئیه ۲۰۰۸ رونالدینیو پیشنهاد ۲۵٫۵ میلیون پوندی منچستر سیتی را رد کرد تا به باشگاه ایتالیایی آ.ث. میلان با مبلغ ۲۲٫۰۵ میلیون یورو و دستمزد ۶٫۵ میلیون یورو بپیوندد. با توجه به اینکه شماره ۱۰ توسط کلارنس سیدورف پوشیده می‌شد، رونالدینیو شماره ۸۰ که سال تولد او بود را انتخاب کرد.
رونالدینیو نخستین گل خودش را برای آث. میلان در تاریخ ۲۸ سپتامبر در شهرآورد دلا مادونینا مقابل اینتر میلان به ثمر رساند که میلان با همان تک گل برنده شد. در تاریخ ۱۹ اکتبر ۲۰۰۸ او در مقابل سمپدوریا دو بار گلزنی کرد. در مرحله گروهی لیگ اروپا رونالدینیو یک گل در دقیقه ۹۳ مقابل براگا به ثمر رساند تا میلان برنده به رختکن برود.
رونالدینیو فصل ۰۹–۲۰۰۸ را با ۱۰ گل در ۳۲ بازی از مجموع تمام مسابقات به پایان رساند. او بعد از عملکرد خوبش در ابتدای فصل، مشکل تناسب‌اندام پیدا کرد و بیشتر بازی‌ها را از روی نیمکت آغاز می‌کرد تا پایانی ناامیدکننده در آخر فصل داشته باشد. حضور در مهمانی‌های دیر وقت شبانه و عدم روش زندگی حرفه‌ای ورزشکارانه باعث انتقاداتی از وی شد، مانند سخنان کارلو آنچلوتی مربی میلان که گفته‌بود افت رونالدینیو مرا متعجب نکرد. وضعیت فیزیکی او نیز به هم ریخته است اما دربارهٔ استعداد او شکی نیست. با این وجود او در ۱۱–۲۰۱۰، فصل موفقیت‌آمیزی را پشت سر گذاشت و رکورد بیشترین پاس گل‌های این فصل را از آن خود کرد. رونالدینیو در بازی با یوونتوس دو گل را به‌ثمر رساند تا آث. میلان رقیب جدی خود را ۳–۰ شکست دهد. درخشش دیگر او در بازی مقابل سیه نا بود که نخستین هت تریک فصل میلان را با پنالتی، سرزنی و شوت از سمت راست دروازه به انجام رساند. او در بازی با منچستر یونایتد در لیگ قهرمانان، گل زود هنگام میلان را وارد دروازه منچستر کرد اما میلان در نهایت با نتیجه ۳–۲ مغلوب شد.

### فلامینگو
رونالدینیو پس از جدایی از میلان پیشنهادها مختلفی را از سوی باشگاه‌های لس‌آنجلس گلکسی از لیگ برتر فوتبال آمریکا، بلکبرن روورز از لیگ ۱ فرانسه و باشگاه‌های برزیلی پالمیراس و کورینتیانس دریافت کرد اما در سال ۲۰۱۱ رونالدینیو به باشگاه فلامینگو در لیگ برتر برزیل پیوست و شماره ۱۰ و بازوبند کاپیتانی را تصاحب کرد. او در فصل ۱۲–۲۰۱۱، در ۳۳ بازی برای فلامینگو به میدان رفت و ۱۵ بار گلزنی کرد. رونالدینیو با این تیم جام قهرمانی ایالت ریو دو ژانیرو موسوم به کاریوکا را کسب کرد. او در بازی مقابل سانتوس هت‌تریک کرد و موجب پیروزی ۵–۴ تیمش شد.

### اتلتیکو مینیرو
رونالدینیو پس از جدایی از باشگاه فلامینگو در ۴ ژوئن ۲۰۱۲ به اتلتیکو مینیرو برزیل پیوست و در این تیم شماره ۴۹ را با اشاره به سال تولد مادرش انتخاب نمود. او در ۱۳–۲۰۱۲ فصل موفقیت‌آمیزی را پشت سر گذاشت. اتلتیکو با کاپیتانی رونالدینیو در سال ۲۰۱۳ قهرمان جام لیبرتادورس شد. او در این فصل به عنوان بهترین بازیکن لیگ برتر برزیل و بازیکن سال فوتبال آمریکای جنوبی در ۲۰۱۳ برگزیده شد. رونالدینیو همچنین با اتلتیکو مینیرو در فصل ۱۴–۲۰۱۳ قهرمانی جام سودامریکانا را دریافت کرد.

### کوئرتارو
او در ۵ سپتامبر ۲۰۱۴ با قراردادی به مدت دو سال به باشگاه کوئرتارو در دسته برتر فوتبال مکزیک پیوست و در این تیم نیز شماره ۴۹ را به تن کرد. ۱۸ آوریل ۲۰۱۵، در بازی کرتارئو مقابل تیم América که در ورزشگاه آزتکا مکزیک برگزار می‌شد، رونالدینیو دو گل انفرادی را برای کرتارئو به ثمر رساند که باعث شد اکثر تماشاگران بازی که از طرفداران حریف بودند، به نشانه تحسین او بایستند و او را مورد تشویق قرار دهند. این دومین باری بود که رونالدینیو مورد تحسین تماشاگران تیم رقیب قرار می‌گرفت (بار دیگر در بازی الکلاسیکو و ورزشگاه سانتیاگو برنابئو). او دو پنالتی را در دو بازی متوالی گل کرد و در یک بازی دیگر نیز یک ضربه ایستگاهی را وارد دروازه حریف کرد. او سرانجام در ژوئن ۲۰۱۵ جدایی خود را از تیم کرتارئو اعلام کرد.

### فلومیننزه
در ۱۱ ژوئیه سال ۲۰۱۵ میلادی رونالدینیو از تیم ملی برزیل اعلام کناره‌گیری کرد و با قراردادی ۱۸ ماهه به فلومیننزه برزیل پیوست. رونالدینیو در ۱۶ ژانویه ۲۰۱۸ برای همیشه از فوتبال حرفه‌ای اعلام کناره‌گیری کرد.

## رده ملی
رونالدینیو در تیم زیر ۱۷ سال برزیل شرکت داشت و در جام جهانی زیر ۱۷ سال مصر ۱۹۹۷ برای برزیل به میدان آمد و نخستین گل خود را مقابل استرالیا با پنالتی به ثمر رساند.
او نخستین‌بار در سال ۱۹۹۹، هنگامی که ۱۹ سال سن داشت به تیم ملی بزرگسالان برزیل دعوت شد و در ۲۶ ژوئن آن سال برای نخستین‌بار مقابل لتونی به میدان آمد. نخستین تورنمنتی که او در آن شرکت داشت، کوپا آمریکا ۱۹۹۹ بود که او در نخستین بازی خود در این مسابقات (در مقابل ونزوئلا) گلی را به ثمر رساند و در نهایت با برزیل به قهرمانی در این مسابقات رسید.
او سپس در جام کنفدراسیون‌ها ۱۹۹۹ به میدان رفت و تا فینال این جام، در تمام دیدارها گلزنی کرد. برزیل در فینال به مکزیک با نتیجه ۳–۴ باخت اما رونالدینیو بهترین بازیکن و نیز آقای گل شد و کفش طلا و توپ طلایی این جام را از آن خود کرد.

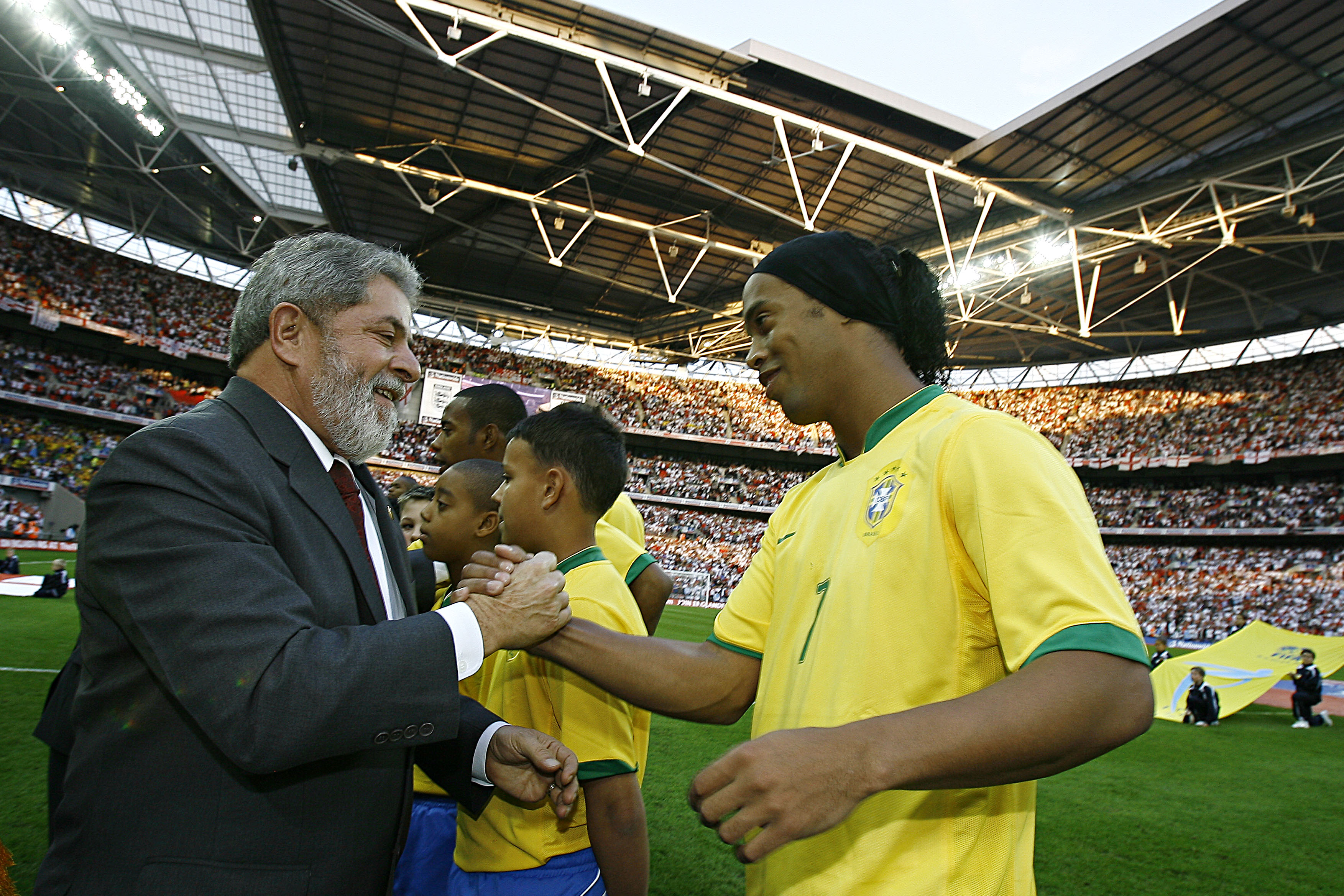
رونالدینیو در بازی ملی، هنگام دیدار با لولا رئیس‌جمهور وقت برزیل

در المپیک ۲۰۰۰ سیدنی او برای تیم زیر ۲۳ سال برزیل به رقابت پرداخت و در ۴ بازی یک گل زد. برزیل در یک‌چهارم نهایی این مسابقات به کامرون باخت.

#### جام جهانی ۲۰۰۲
رونالدینیو در قهرمانی برزیل در جام جهانی ۲۰۰۲ نیز نقش داشت. او ۲ بار گلزنی و پاس‌های کلیدی زیادی در بازی‌های برزیل ارسال کرد. او نخستین گل خود را به چین زد و در مرحلهٔ یک‌چهارم نهایی مقابل انگلستان، ضربه آزادی را از فاصله ۳۵ متری شوت کرد که دیوید سیمن دروازه‌بان انگلستان نتوانست مانع بازشدن دروازه شود. او در همان بازی به علت خطا روی دنی میلز اخراج شد و نیمه نهایی را از دست داد اما مجدداً در فینال به میدان آمد و در پیروزی دو بر صفر مقابل آلمان و قهرمانی این جام شرکت داشت.
در ۹ ژوئن ۲۰۰۵ او به عنوان کاپیتان تیم ملی برزیل در مسابقات جام کنفدراسیون‌ها حضور داشت، ۳ بار گلزنی کرد و به همراه برزیل فاتح آن مسابقات شد. فینال این جام بین آرژانتین و برزیل برگزار شد که به پیروزی ۴–۱ برزیلی‌ها انجامید و رونالدینیو به‌عنوان مرد میدان شناخته شد. او به همراه مهاجم مکزیکی کواوتموک بلانکو با ۹ گل، برترین گلزن تاریخ جام کنفدراسیون‌ها است.
رونالدینیو در جام جهانی ۲۰۰۶ نیز حضور داشت اما در مرحلهٔ حذفی برزیل با نتیجه ۱–۰ مغلوب فرانسه و حذف شد. او به سبب عملکرد ضعیف در این جام مورد انتقاد قرار گرفت.

## زندگی شخصی
رونالدینیو با خاناینا ناتیل ویانا مندس، رقاصه‌ای که پیشینهٔ شرکت در برنامهٔ تلویزیونی «دومینگائو ده فائوستائو» را داشت، ازدواج کرد و در ۲۵ فوریه ۲۰۰۵ صاحب نخستین فرزند خود از خاناینا شد و او را به یاد پدرش ژائو نام‌گذاری کرد.
رونالدینیو از طرفداران پر و پا قرص موسیقی برزیلی است و با دوستانش طبل می‌نوازد و آواز می‌خواند.
او از سال ۲۰۱۷ سفیر رسمی باشگاه بارسلونا است.
در سال‌های اخیر، کارهای رونالدینیو و برادرش باعث از دست رفتن چهره محبوب رونالدینیو و جریمه‌های سنگین شده است. در سال ۲۰۱۱ کوکا کولا قرارداد خود با رونالدینیو را لغو کرد؛ زیرا او در یک مصاحبه مطبوعاتی، پپسی می‌نوشید.
در ژوئیه ۲۰۱۹ اموال متعلق به رونالدینیو به همراه گذرنامه‌های برزیلی و اسپانیایی وی به دلیل مالیات و جریمه‌های پرداخت نشده مصادره شدند. در مارس ۲۰۲۰ او در کشور پاراگوئه توسط پلیس به علت استفاده از گذرنامه جعلی برای ورود به این کشور، مورد بازجویی قرار گرفت. رونالدینیو و برادرش حاضر به پرداخت جریمه نشدند و در نتیجه بازداشت شدند و ۵۷ مورد املاک آن‌ها و همچنین گذرنامه دو برادر توقیف شد. موارد توقیف شده فقط پس از توافق مالی بازگردانده شدند. در همان ماه، یک پرونده پولشویی ۵۰ میلیون دلاری برای رونالدینیو باز شد. او که در زندانی در آسونسیون زندانی بود در یک رقابت فوتسال شرکت کرد و به همراه تیمش برنده شد. آنها در فینال ۱۱–۲ پیروز شدند. رونالدینیو ۵ گل به ثمر رساند و به ۶ گل دیگر کمک کرد. دو برادر با سپردن وثیقه ۱/۶ میلیون دلاری از زندان بیرون آمده و به هتلی در پالماروگا رفتند.

## افتخارات و دستاوردها

### باشگاهی

#### پاری سن ژرمن
- جام اینترتوتو اروپا: ۲۰۰۲

#### بارسلونا
- لا لیگا (۲): ۰۵–۲۰۰۴، ۰۶–۲۰۰۵
- سوپرجام اسپانیا (۲): ۲۰۰۵، ۲۰۰۶
- لیگ قهرمانان اروپا: ۰۶–۲۰۰۵

#### آث. میلان
- سری آ: ۱۱–۲۰۱۰

#### فلامینگو
- لیگ قهرمانی کاریوکا: ۲۰۱۱

#### اتلتیکو مینیرو
- لیگ قهرمانی مینیرو: ۲۰۱۳
- کوپا لیبرتادورس: ۲۰۱۳
- رکوپا سودامریکانا (قهرمانی آمریکای جنوبی): ۲۰۱۴

### ملی

#### برزیل
- کوپا آمریکا: ۱۹۹۹
- جام جهانی فوتبال: ۲۰۰۲
- جام کنفدراسیون‌ها: ۲۰۰۵
- بازی‌های المپیک: ۲۰۰۸ پکن (مدال برنز)
- جام جهانی زیر ۲۰ سال: ۱۹۹۹
- جام جهانی زیر ۱۷ سال: ۱۹۹۷
- قهرمانی زیر ۱۷ سال آمریکای جنوبی: ۱۹۹۷

### انفرادی
- توپ طلای بهترین بازیکن جام کنفدراسیون‌ها: ۱۹۹۹
- کفش طلای بهترین گلزن جام کنفدراسیون‌ها: ۱۹۹۹
- عضو تیم منتخب آمریکای جنوبی: ۱۹۹۹
- عضو تیم منتخب جام جهانی: ۲۰۰۲
- بهترین گل لیگ ۱: ۲۰۰۳
- بهترین بازیکن خارجی لالیگا (۲): ۰۴–۲۰۰۳، ۰۶–۲۰۰۵
- بازیکن سال فوتبال جهان (۲): ۲۰۰۴، ۲۰۰۵
- عضو تیم سال یوفا (۳): ۲۰۰۴، ۲۰۰۵، ۲۰۰۶
- بازیکن سال جهان به انتخاب مجله ورلد ساکر (۲): ۲۰۰۴، ۲۰۰۵
- بهترین مهاجم باشگاهی سال اروپا: ۰۵–۲۰۰۴
- توپ طلای بهترین بازیکن سال اروپا: ۲۰۰۵
- جایزه اونز طلایی: ۲۰۰۵
- تیم منتخب سال جهان (۳): ۲۰۰۵، ۲۰۰۶، ۲۰۰۷
- بازیکن سال جهان به انتخاب فیف‌پرو (۲): ۲۰۰۵، ۲۰۰۶
- بهترین بازیکن باشگاهی سال اروپا: ۰۶–۲۰۰۵
- بیشترین پاس گل لالیگا: ۰۶–۲۰۰۵
- بیشترین پاس گل لیگ قهرمانان اروپا: ۰۶–۲۰۰۵
- سومین بازیکن سال جهان: ۲۰۰۶
- جایزه پای طلایی: ۲۰۰۹
- بیشترین پاس گل سری آ: ۱۰–۲۰۰۹
- عضو تیم منتخب لیگ برزیل (۲): ۲۰۱۱، ۲۰۱۲
- بهترین بازیکن لیگ برزیل: ۲۰۱۲
- بیشترین پاس گل لیگ برزیل: ۲۰۱۲
- بیشترین پاس گل جام لیبرتادورس (۲): ۲۰۱۲، ۲۰۱۳
- بازیکن سال آمریکای جنوبی: ۲۰۱۳
- عضو فیفا ۱۰۰: ۲۰۰۴
- عضو موزه تاریخ فوتبال برزیل

## نگارخانه

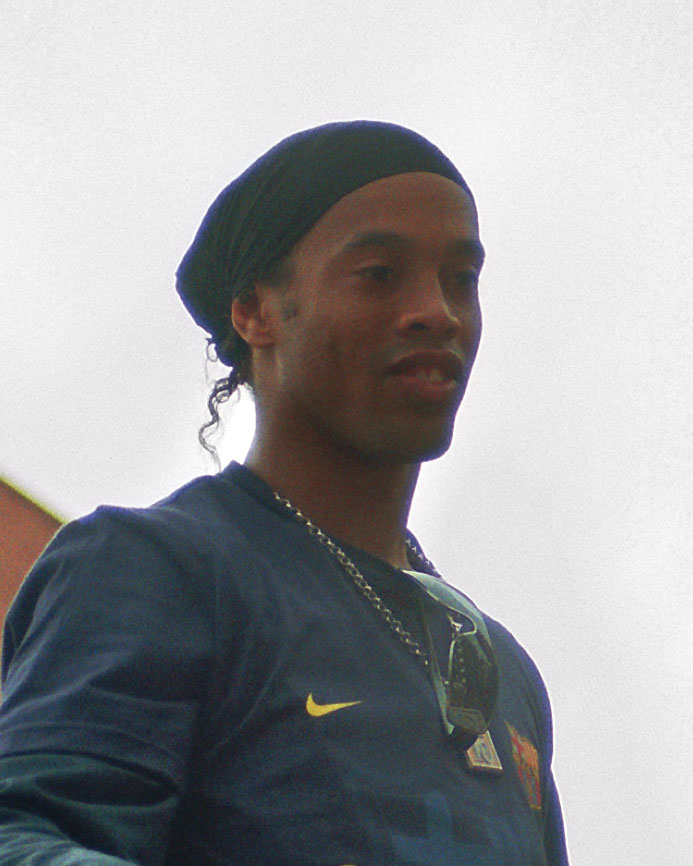
در باشگاه فوتبال بارسلونا
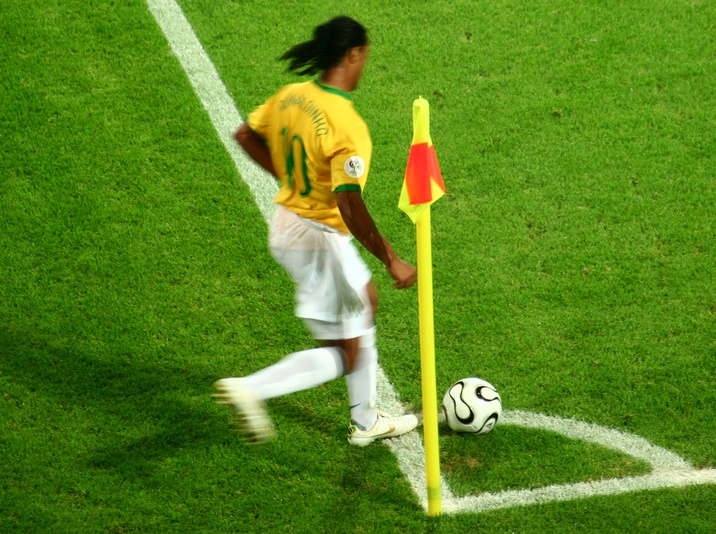
هنگام فرستادن ضربه کرنر در بازی برای تیم ملی برزیل
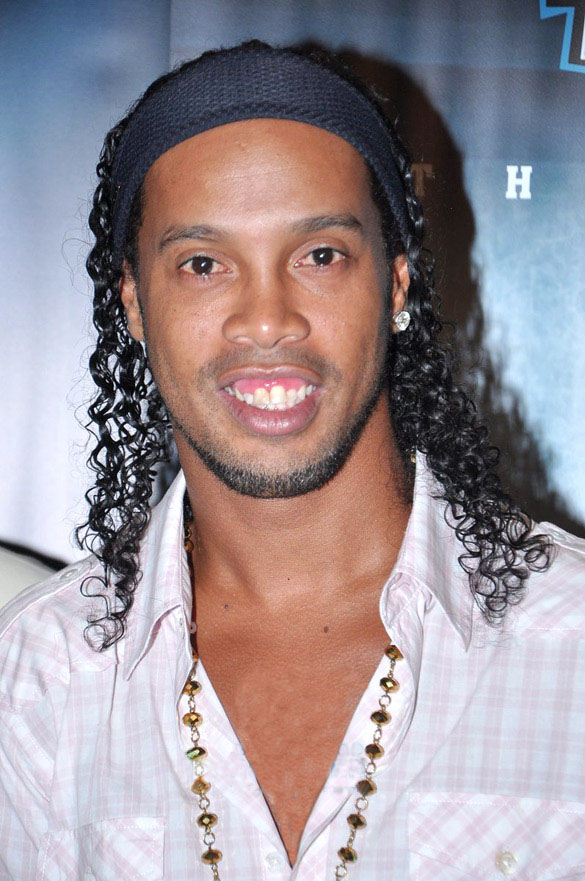
در ژوئیه ۲۰۱۳
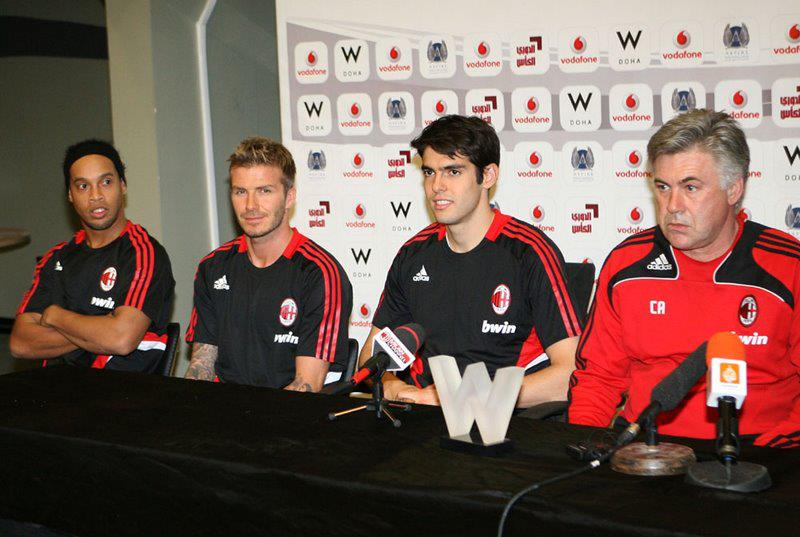
رونالدینیو در کنار هم‌تیمی‌هایش از چپ به راست به ترتیب؛ دیوید بکام، کاکا و کارلو آنچلوتی سرمربی وقت میلان